# جنتلمان

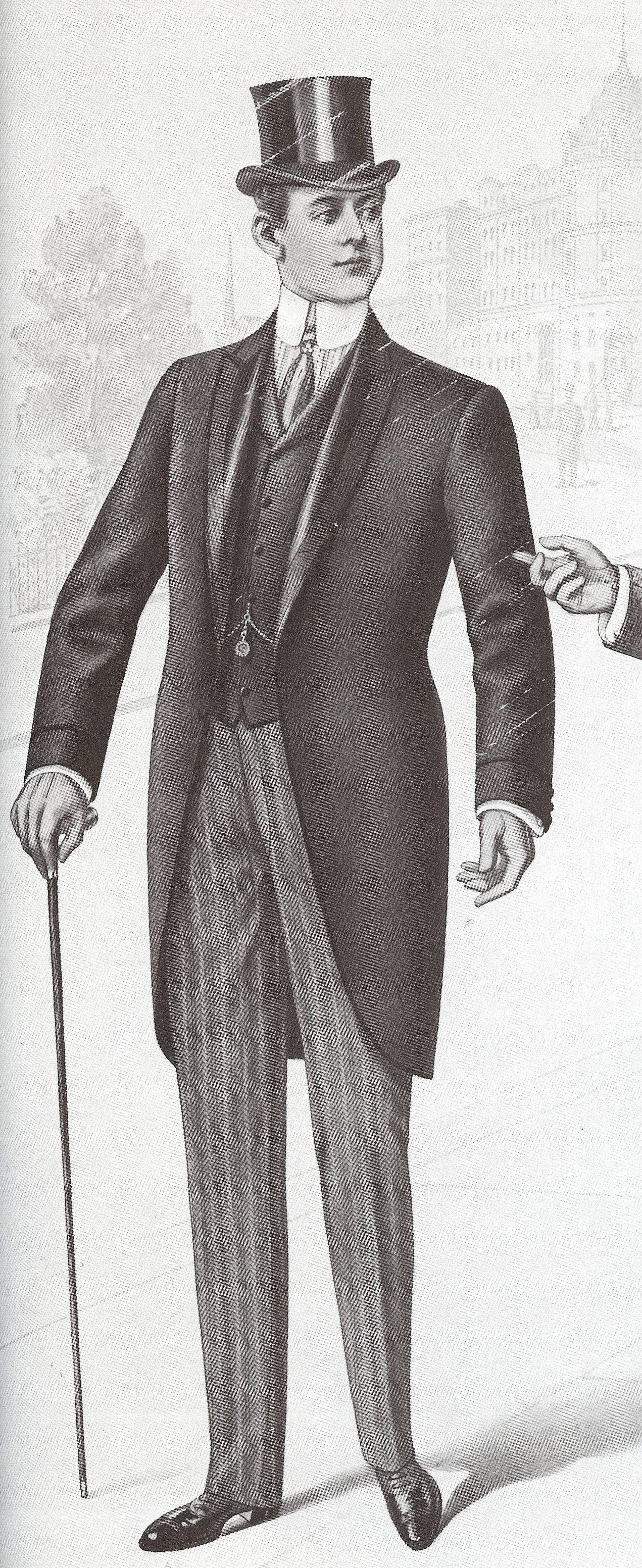

جنتلمان (من الإنكليزية: gentleman) أو السيد أو الماجد أو السيد المهذب هو أي رجل يتمتع بسلوك طيب ومهذب. في الأصل، كان مصطلح جنتلمان هو أدنى رتبة في طبقة النبلاء في إنجلترا، إذ كان يحتل مرتبة أقل من المُبجل وفوق اليومَن؛ حسب التعريف، تتألف مرتبة جنتلمان من الأبناء الأصغر سنًا لأبناء النبلاء والأبناء الأصغر سنًا للبارونيت والفارس والمُبجل، في نظام وراثي. على هذا النحو، فإن دلالة مصطلح جنتلمان يعكس الصفة المشتركة للنبالة (وغالبًا ما يكون شعار النبلاء)؛ فهو حق متشارك من قبل الطبقة الحاكمة وطبقة النبلاء، أي الطبقات المكوّنة للنبلاء البريطانيين.

لذلك فإنّ الفئة الاجتماعية الإنجليزية للجنتلمان تتوافق مع جينتيلوم (gentilhomme) الفرنسية (أي الرجل النبيل)، التي تعني في بريطانيا العظمى طبقة النبلاء لإنجلترا. في هذا السياق، قال المؤرخ موريس كين إن الفئة الاجتماعية للجنتلمان هي «أقرب مُكافئ إنجليزي معاصر لنبلاء فرنسا». في القرن الرابع عشر، شكل مصطلح جنتلمان الطبقة الحاكمة الموروثة، التي قصدها المتمردون من ثورة الفلاحين (1381) عندما رددوا:
عندما كان آدم يحرث الأرض وحواء تغزل،

من كان عندها الجنتلمان؟
في القرن السابع عشر، في كتاب ألقاب الشرف (1614)، قال القاضي جون سيلدن إنّ لقب جنتلمان يُشير أيضًا في «استخدامنا له باللغة الإنجليزية» إلى أنه مصطلح يمكن تحويله إلى نوبيليس (النبالة حسب الرتبة أو الصفة الشخصية) ويصف أشكال رفع الرجل إلى طبقة النبلاء في الأنظمة الملكية الأوروبية. في القرن التاسع عشر، شرح جيمس هنري لورنس وناقش مفاهيم المرتبة الاجتماعية في الملكية وخصائصها ووظائفها، في كتاب عن النبالة للنبلاء البريطانيين، أو الرتب السياسية والكرامات للإمبراطورية البريطانية، مقارنةً مع تلك الموجودة في القارة (1827).

## الاستخدام الحديث
أصبحت كلمة جنتلمان، باعتبارها مؤشرًا للمكانة، ذات قيمة مشكوك فيها قبل أن تمنحها التغيرات السياسية والاجتماعية الكبيرة في القرن التاسع عشر أهمية أوسع وأعلى بشكل أساسي. وُضِّح التغيير بشكل جيد في التعريفات الواردة في الإصدارات المتتالية من الموسوعة البريطانية. في الطبعة الخامسة (1815)، «جنتلمان هو الذي يحمل شعار النبالة دون أي لقب، أو هو الذي كان أسلافه فريمِن». في الإصدار السابع (1845)، ما يزال يعني مكانة اجتماعيّة محددة: «كل شيء أعلى من مرتبة اليومِن». في الإصدار الثامن (1856)، لا يزال هذا «أكثر معانيها انتشارًا»؛ ويُعرَّف «بمعنى أكثر محدودية» بنفس الكلمات المقتبسة أعلاه من الطبعة الخامسة لكن الكاتب يُضيف إليها: «من باب المجاملة، يُمنح هذا اللقب عمومًا لجميع الأشخاص فوق رتبة التجّار العاديين عندما تُشير سلوكياتهم إلى قدر معين من التهذيب والذكاء».
قام قانون الإصلاح لعام 1832 بعمله، إذ ظهرت الطبقات الوسطى، وكانت كلمة جنتلمان شائعة الاستخدام للتمييز على أساس الموقف والتعليم والأخلاق لا السّلالة، وبهذا الاستخدام لم يعد المعيار له هو حُسن المنشأ أو الحق في حمل شعار النبالة، بل القدرة على الاختلاط على قدم من المساواة في مجتمع جيد.
علاوة على ذلك، يشمل مصطلح جنتلمان في أفضل استخدام له على مستوى رفيع من السلوك، ويرجع ذلك إلى اقتباس الإصدار الثامن مرة أخرى «ذلك الاحترام للذات والتهذيب الفكري حين يظهران على شكل سلوكيات غير مقيّدة ولكنّها لطيفة». ترافقت كلمة جنتل -التي تعني في الأصل مكانة اجتماعية معينة- مبكرًا مع معايير السلوكيات المتوقعة من هذه المكانة. وهكذا، من خلال نوع من عملية التلاعب اللفظي، يصبح مصطلح «جنتلمان» يعني «الرجل اللطيف».
بمعنى آخر، أن تكون رجلًا نبيلًا يعني معاملة الآخرين، وخاصة النساء، بطريقة محترمة وعدم استغلال الآخرين للقيام بأشياء لا يرغبون في القيام بها. الاستثناء، بالطبع، هو دفع شخص ما إلى شيء ما يحتاج إلى القيام به من أجل مصلحتهم، مثل الذهاب إلى المستشفى، أو السعي لتحقيق حلم مكبوت.
في بعض الحالات، يُحرّف معنى المصطلح عبر جهود مضللِّة لتجنب الإساءة لأيّ شخص، فيمكن أن يشير تقرير إخباري عن أعمال شغب إلى «جنتلمان» يحاول تحطيم نافذة بصندوق قمامة من أجل نهب متجر. يمكن أن يشير استخدام مشابه في سياق كهذا (خاصة بين علامتي التنصيص أو بنبرة مناسبة) إلى السخرية المتعمّدة.
استخدام آخر حديث نسبيًا لجنتلمان هو بمثابة بادئة لمصطلح آخر للإشارة إلى أن الرجل لديه ثروة كافية ووقت فراغ لمتابعة مجال الاهتمام دون الاعتماد عليه في معيشته. ومن الأمثلة على ذلك عالم جنتلمان ومزارع جنتلمان ومهندس جنتلمان وقرصان جنتلمان. تجسيد محدد للغاية وأصل محتمل لهذا الاستخدام بدأ ما بعد عام 1962 في لعبة الكريكيت، عندما يلعب رجل ما اللعبة «لاعب كريكيت جنتلمان» دون أن يتلقى راتبًا لمشاركته في اللعبة. حسب التقاليد، كان هؤلاء السادة من طبقة النبلاء البريطانيين أو الطبقة الأرستقراطية على عكس اللاعبين الذين لم يكونوا كذلك. وعلى نفس المنوال في سباق الخيل، يكون المتسابق الجنتلمان هو الفارس الهاوي، يتسابق في سباقات محددة مسطحة وذات حواجز.
يستخدم مصطلح جنتلمان في قانون الولايات المتحدة الموحد للعدالة العسكرية في بند يشير إلى «السلوك الذي يليق بضابط ورجل نبيل».
يعد استخدام «جنتلمان» مفهومًا رئيسيًا في العديد من كتب الأدب الأمريكي: كتاب أدريفت في نيويورك، بقلم هوراشيو ألجر. الأخوة: قصة حب لإلهام، من قبل مجهول، مع رسالة مرفقة من جيه. بّي. مورغان، (1836)؛ كتاب ذهَب مع الريح، بقلم مارغريت ميتشل (1936). يرتبط المصطلح بالتعليم والأخلاق، فهو منهج سلوكيّ معين فيما يتعلق بالنساء اللواتي أُدرجن في الولايات المتحدة في العديد من قوانين الحقوق المدنية وقوانين مكافحة التحرش الجنسي الذي يُحدد منهج السلوك الواجب إلحاقه في القانون في مكان العمل. تُصرّح سكارليت أوهارا في كتاب ذهَب مع الريح: «أنت لست رجلًا نبيلًا» في حالات قلّة الأخلاق والاحترام تجاهها والتي تؤدي إلى شعورها بالإهانة.